# Vikki Carr

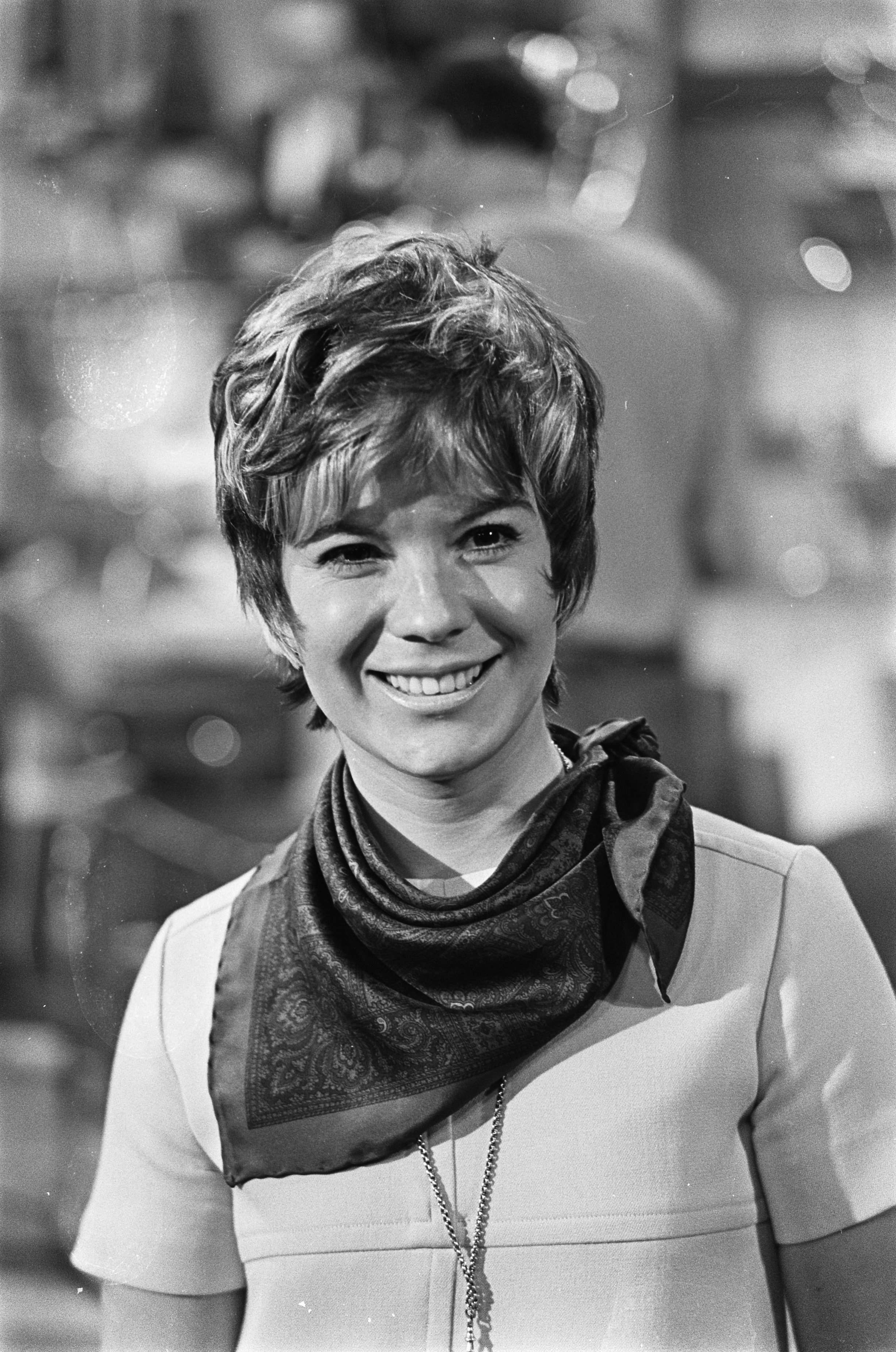
Vikki Carr

Vikki Carr (* 19. Juli 1941 in El Paso, Texas als Florencia Vicenta de Casillas Martínez Cardona) ist eine US-amerikanische Sängerin und Schauspielerin, die in einer Vielzahl von Musikgenren gesungen hat, einschließlich Jazz, Popmusik und Country. Carr ist vor allem in Lateinamerika und Spanien bekannt.

## Leben
Sie arbeitete in einer Bank und sang zunächst in lokalen Bands. Ihre Profi-Karriere begann sie als Carlita in der mexikanisch-irischen Band von Pepe Callahan. Mit dem Chuck Leonard-Quartett trat sie in Reno als Solo-Act auf, ebenso in der Fernsehshow von Ray Anthony.
Carr wurde von der Plattenfirma Liberty Records unter Vertrag genommen und brachte zwölf LPs in die Charts. Sie wechselte 1971 zu Columbia Records, 1980 zu CBS Mexiko und in den 1990er Jahren zu Polydor.

## Diskografie

### Alben
| Jahr | Titel                                 | Höchstplatzierung, Gesamtwochen, AuszeichnungChartplatzierungen (Jahr, Titel, Platzierungen, Wochen, Auszeichnungen, Anmerkungen) | Höchstplatzierung, Gesamtwochen, AuszeichnungChartplatzierungen (Jahr, Titel, Platzierungen, Wochen, Auszeichnungen, Anmerkungen) | Höchstplatzierung, Gesamtwochen, AuszeichnungChartplatzierungen (Jahr, Titel, Platzierungen, Wochen, Auszeichnungen, Anmerkungen) | Anmerkungen |
| Jahr | Titel                                 | UK | US | Latin | Anmerkungen |
| ---- | ------------------------------------- | --- | --- | --- | ----------- |
| 1964 | Discovery!                            | — | US114 (4 Wo.)US | — |             |
| 1967 | The Way of Today                      | UK31 (2 Wo.)UK | — | — |             |
| 1967 | It Must Be Him                        | UK12 (10 Wo.)UK | US12 (47 Wo.)US | — |             |
| 1968 | Vikki!                                | — | US63 (16 Wo.)US | — |             |
| 1969 | For Once In My Life                   | — | US29 (34 Wo.)US | — |             |
| 1970 | Nashville by Carr                     | — | US111 (8 Wo.)US | — |             |
| 1971 | Vikki Carr’s Love Story               | — | US60 (14 Wo.)US | — |             |
| 1971 | Superstar                             | — | US118 (4 Wo.)US | — |             |
| 1972 | The First Time Ever (I Saw Your Face) | — | US146 (12 Wo.)US | — |             |
| 1972 | En Espanol                            | — | US106 (25 Wo.)US | — |             |
| 1973 | Ms. America                           | — | US142 (7 Wo.)US | — |             |
| 1973 | Live At The Greek Theatre             | — | US172 (7 Wo.)US | — |             |
| 1974 | One Hell Of A Woman                   | — | US155 (5 Wo.)US | — |             |
| 1995 | Recuerdo A Javier Solis               | — | — | Latin34 (9 Wo.)Latin |             |
| 2012 | Viva La Vida                          | — | — | Latin49 (2 Wo.)Latin |             |

grau schraffiert: keine Chartdaten aus diesem Jahr verfügbar
Weitere Alben
- Color Her Great! (1963)
- Discovery Vol. II (1964)
- Anatomy of Love (1965)
- Intimate Excitement (1967)
- Great Performances (1967) (nur in UK veröffentlicht)
- Don’t Break My Pretty Balloon (1968)
- The Ways to Love a Man (1971)
- Que Sea El (1971)
- Hoy (1975)
- Y El Amor (1980)
- El Retrato Del Amor (1981)
- Vikki Carr (1982)
- A Todos (1984)
- Simplemente Mujer (1985)
- Promesas (1986)
- Esta Noche Vendras (1986)
- OK Mr. Tango (mit Mariano Mores) (1986)
- Me Enloqueces (1987)
- Dos Corazones (mit Vicente Fernández)
- Esos Hombres (1988)
- Set Me Free (1990)
- Cosas Del Amor (1991)
- Brindo a la Vida, Al Bolero, a Ti (1993)
- Recuerdo a Javier Solis (1994)
- Emociones (1996)
- Vikki Carr con el Mariachi Vargas de Tecalitlán (1998)
- Memories, Memorias (1999)
- The Vikki Carr Christmas Album (2001)

### Singles
| Jahr | Titel Album                                                                 | Höchstplatzierung, Gesamtwochen, AuszeichnungChartplatzierungen (Jahr, Titel, Album, Platzierungen, Wochen, Auszeichnungen, Anmerkungen) | Höchstplatzierung, Gesamtwochen, AuszeichnungChartplatzierungen (Jahr, Titel, Album, Platzierungen, Wochen, Auszeichnungen, Anmerkungen) | Höchstplatzierung, Gesamtwochen, AuszeichnungChartplatzierungen (Jahr, Titel, Album, Platzierungen, Wochen, Auszeichnungen, Anmerkungen) | Höchstplatzierung, Gesamtwochen, AuszeichnungChartplatzierungen (Jahr, Titel, Album, Platzierungen, Wochen, Auszeichnungen, Anmerkungen) | Anmerkungen           |
| Jahr | Titel Album                                                                 | UK | US | Latin | A. C. | Anmerkungen           |
| ---- | --------------------------------------------------------------------------- | --- | --- | --- | --- | --------------------- |
| 1966 | My Heart Reminds Me The Way of Today                                        | — | — | — | A. C.31 (5 Wo.)A. C. |                       |
| 1966 | So Nice (Summer Samba)                                                      | — | — | — | A. C.32 (4 Wo.)A. C. |                       |
| 1967 | Until Today                                                                 | — | — | — | A. C.39 (1 Wo.)A. C. |                       |
| 1967 | Now I Know The Feeling                                                      | — | — | — | A. C.28 (5 Wo.)A. C. |                       |
| 1967 | It Must Be Him (Seul Sur Son Etoile) It Must Be Him                         | UK2 (20 Wo.)UK | US3 (15 Wo.)US | — | A. C.1 (19 Wo.)A. C. |                       |
| 1967 | There I Go Vikki!                                                           | UK50 (1 Wo.)UK | — | — | — |                       |
| 1967 | The Lesson Vikki!                                                           | — | US34 (8 Wo.)US | — | A. C.1 (11 Wo.)A. C. |                       |
| 1968 | She’ll Be There                                                             | — | US99 (3 Wo.)US | — | A. C.13 (6 Wo.)A. C. |                       |
| 1968 | Your Heart Is Free Just Like The Wind Don’t Break My Pretty Balloon         | — | US91 (5 Wo.)US | — | A. C.32 (3 Wo.)A. C. |                       |
| 1968 | Don’t Break My Pretty Balloon                                               | — | — | — | A. C.7 (8 Wo.)A. C. |                       |
| 1968 | A Dissatisfied Man The Ways To Love A Man                                   | — | — | — | A. C.18 (7 Wo.)A. C. |                       |
| 1969 | With Pen In Hand For Once In My Life                                        | UK39 (5 Wo.)UK | US35 (13 Wo.)US | — | A. C.6 (19 Wo.)A. C. |                       |
| 1969 | Eternity                                                                    | — | US79 (4 Wo.)US | — | A. C.5 (9 Wo.)A. C. |                       |
| 1970 | Singing My Song Nashville By Carr                                           | — | — | — | A. C.30 (5 Wo.)A. C. |                       |
| 1971 | I’ll Be Home                                                                | — | US96 (4 Wo.)US | — | A. C.7 (9 Wo.)A. C. |                       |
| 1971 | Six Weeks Every Summer (Christmas Every Other Year) Vikki Carr’s Love Story | — | — | — | A. C.28 (6 Wo.)A. C. |                       |
| 1971 | I’d Do It All Again                                                         | — | — | — | A. C.39 (3 Wo.)A. C. |                       |
| 1972 | Big Hurt The First Time Ever (I Saw Your Face)                              | — | — | — | A. C.31 (7 Wo.)A. C. |                       |
| 1975 | Wind Me Up One Hell Of A Woman                                              | — | — | — | A. C.45 (6 Wo.)A. C. |                       |
| 1987 | Esta noche vendras                                                          | — | — | Latin33 (7 Wo.)Latin | — |                       |
| 1988 | Dos corazones                                                               | — | — | Latin10 (24 Wo.)Latin | — | mit Vicente Fernandez |
| 1989 | Mala suerte Esos Hombres                                                    | — | — | Latin3 (36 Wo.)Latin | — |                       |
| 1989 | Hay otro en tu lugar Esos Hombres                                           | — | — | Latin14 (19 Wo.)Latin | — |                       |
| 1989 | Esos Hombres                                                                | — | — | Latin37 (2 Wo.)Latin | — |                       |
| 1991 | Cosas del Amor                                                              | — | — | Latin1 (24 Wo.)Latin | — | mit Ana Gabriel       |
| 1993 | Dejame Brindo A La Vida, Al Bolero, A Ti                                    | — | — | Latin30 (6 Wo.)Latin | — |                       |

grau schraffiert: keine Chartdaten aus diesem Jahr verfügbar
Weitere Singles
- 1962: He’s a Rebel

## Filmografie (Auswahl)
- 1965: The Bing Crosby Show (Fernsehserie, eine Folge)
- 1966: Leise flüstern die Pistolen (The Silencers)
- 1968: The Bob Hope Show (Fernsehserie, eine Folge)
- 1969: The Red Skelton Show (Fernsehserie, eine Folge)
- 1972: Twen-Police (Fernsehserie, eine Folge)
- 1982: Fantasy Island (Fernsehserie, eine Folge)
- 1990: Who Will Sing the Songs?
- 1997–1998: Baywatch – Die Rettungsschwimmer von Malibu (Baywatch, Fernsehserie, zwei Folgen)
- 2002: Geständnisse – Confessions of a Dangerous Mind (Confessions of a Dangerous Mind)
- 2004: Puerto Vallarta Squeeze